# Valdecebro
Valdecebro es una localidad de la provincia de Teruel, en Aragón, España. Actualmente forma parte del municipio de Teruel.

## Historia
A mediados del siglo XIX, el lugar, por entonces con ayuntamiento propio, tenía contabilizada una población de 165 habitantes. Aparece descrito en el decimoquinto volumen del Diccionario geográfico-estadístico-histórico de España y sus posesiones de Ultramar de Pascual Madoz de la siguiente manera:

VALDECEBRO: l. con ayunt. en la prov., dióc. y part. jud. de Teruel (1 leg.), aud. terr. de Zaragoza y c. g. de Aragon. sit. en medio de una llanura sobre una pequeña colina; el clima es benigno y no se conocen enfermedades especiales. Se compone de 45 casas de regular construccion, formando cuerpo de pobl.; una escuela de instruccion primaria; igl. parr. (Sta. Ana) servida por un cura de entrada y de provision ordinaria, y un cementerio que en nada perjudica á la salud pública. Confina el térm. por el N. con los de Tortajada y Corbalan; E. Escriche; S. y O. Teruel y el precitado Tortajada; hay en él algunos manantiales, de cuyas aguas usan los vec. El terreno es generalmente llano y de mediana calidad, con varios pinares y mata baja, todo de secano. Los caminos conducen á los pueblos inmediatos. El correo se recibe de la cap. de la prov. dos veces á la semana. prod.: cereales, patatas y hortalizas; hay ganado lanar y cabrio, y caza de perdices, conejos y liebres. pobl.: 41 vec., 165 alm. riqueza imp.: 27,647 reales.
(Madoz, 1849, p. 270)

El municipio de Valdecebro desapareció en 1971, al ser incorporado junto con los de Campillo, Castralvo y Aldehuela al término municipal de Teruel.

## Demografía
| Gráfica de evolución demográfica de Valdecebro entre 1842 y 1970 |
| |
| Población de derecho según los censos de población del INE Población de hecho según los censos de población del INEEntre el censo de 1981 y el anterior, este municipio desaparece porque se integra en el municipio 44216 (Teruel) |